# Burg Vohburg
Die Reste der Burg Vohburg liegen über der Stadt Vohburg an der Donau im Landkreis Pfaffenhofen an der Ilm in Oberbayern. Von der hochmittelalterlichen Burganlage ist heute lediglich der innere Torbogen erhalten. Ende der 1970er Jahre wurden Teile der erhalten gebliebenen Reste des Mauerrings abgerissen und im Rahmen einer Generalsanierung der gesamten Burgmauer in den 1980er Jahren in stilisierter Form neu errichtet. Die Anlage ist unter der Aktennummer D-1-86-158-13 als Baudenkmal verzeichnet. Ebenso gehört sie zum Bodendenkmal unter der Aktennummer D-1-7235-0053 mit der Beschreibung „Höhensiedlung der frühen und mittleren Bronzezeit und der frühen Latènezeit, Burganlage des frühen, hohen und späten Mittelalters, Gräber des hohen Mittelalters und Siedlungsbefunde der frühen Neuzeit“.

## Geografische Lage
Die Ruine der Höhenburg befindet sich auf einem 371 m ü. NHN hohen Felsstock an der Donau.

## Geschichte

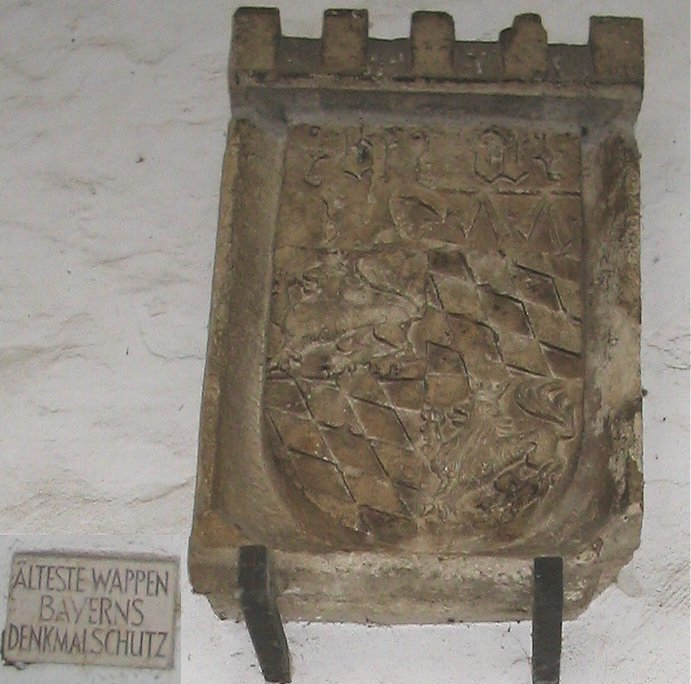
Wappen im Burgtor

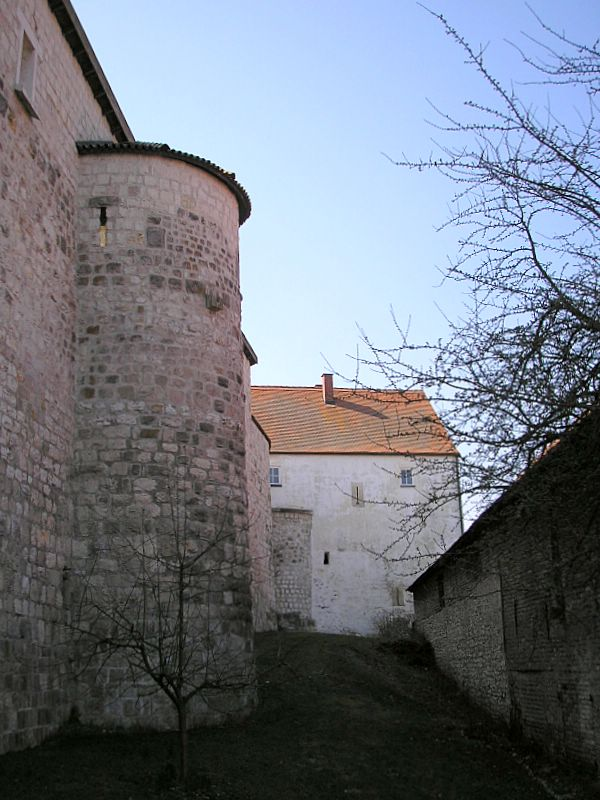
Der Mauerturm neben dem Torbau

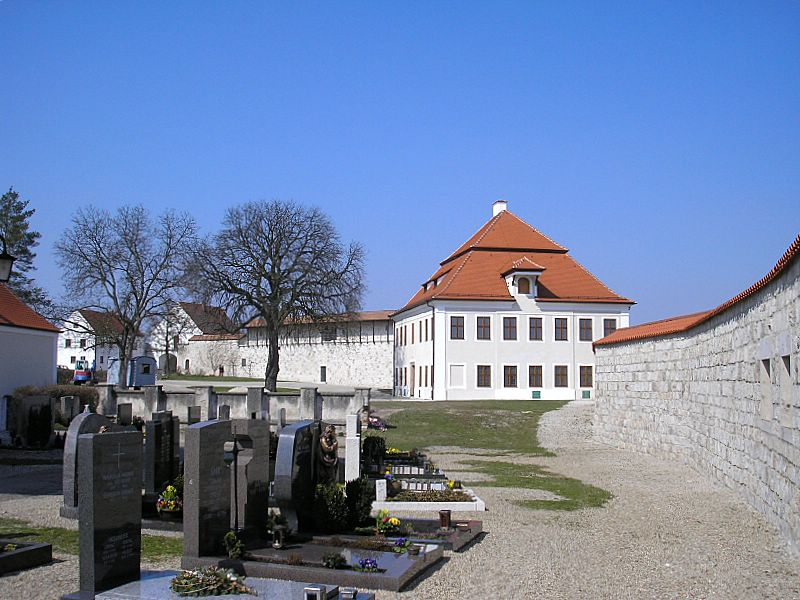
Ringmauer und Pflegerschloss

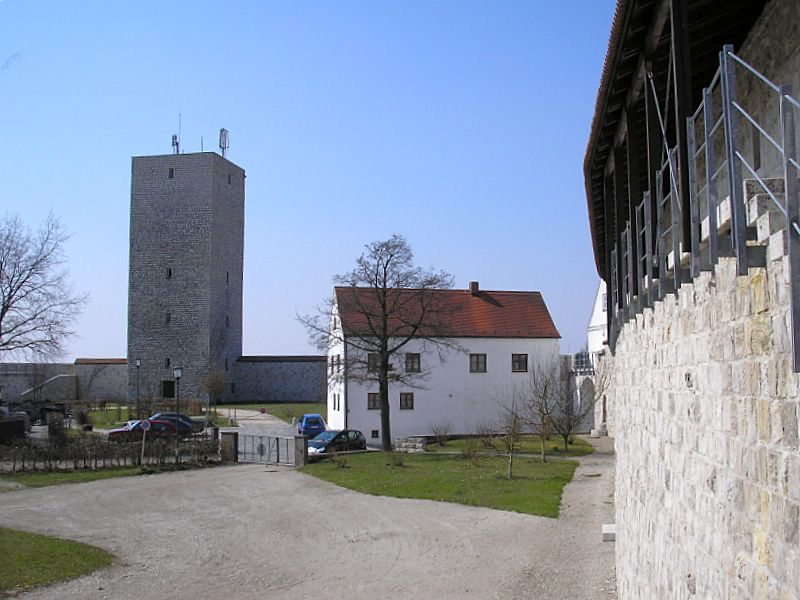
Blick vom Pflegerschloss zum rekonstruierten Bergfried

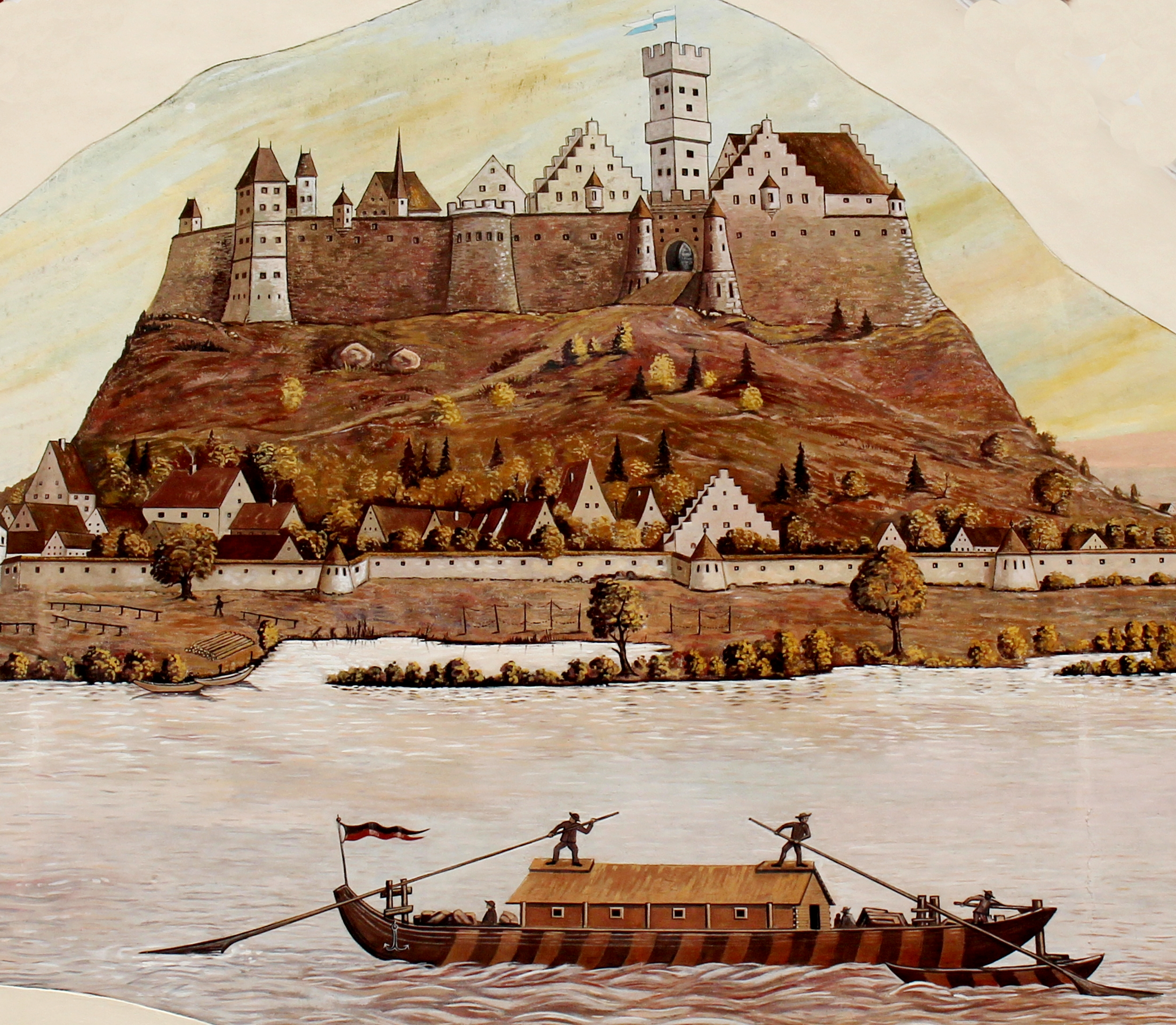
Darstellung der Vohburg auf der Wand des Rathauses

Das Stadtgebiet und der Burgfelsen lagen ehemals im Flussbett der Donau und wurden bereits in der frühen Bronzezeit besiedelt. Auch aus der Latène- und Römerzeit wurden Siedlungsspuren auf dem felsigen südlichen Ausläufer des Fränkischen Jura archäologisch nachgewiesen.
Ende des 10. nachchristlichen Jahrhunderts lag schließlich ein größerer befestigter Hof auf dem Burgberg. 1040 saßen bereits die Grafen (ab 1055 Pfalzgrafen) von Rott-Vohburg auf der Veste. Über die Witwe des letzten Grafen Kuno II. (Sohn von Pfalzgraf Kuno I. von Rott) kam die Herrschaft nach 1081 an den Grafen Rapoto V. von Cham, der aber schon 1099 einer Seuche erlag.
Ab 1120 war die Herrschaft im Besitz Diepolds III., der dem – den Rapotonen eng versippten – Geschlecht der Diepoldinger angehörte. Die Burg wurde zu einem Hauptstützpunkt dieses bedeutenden Hochadelsgeschlechtes, dessen zahlreiche Burgmannen und Dienstmänner in den zeitgenössischen Urkunden erscheinen. Nach der Scheidung der Schwester des Burgherren von König Friedrich im Jahre 1153 verlor die Familie allerdings deutlich an Einfluss. Nach dem Tod Bertholds II. (1204) besetzten die Herzöge von Bayern die Veste und machten sie zum Mittelpunkt des Amtes Vohburg. Herzog Ludwig der Kelheimer erhob als Schwager des kinderlosen Berthold Ansprüche auf die Herrschaft, die allerdings nur gewaltsam durchgesetzt werden konnten.
In der Mitte des 13. Jahrhunderts bauten die Herzöge das nahe Ingolstadt zum Herrschaftsmittelpunkt und Verwaltungszentrum aus, da die rechtmäßigen Burgherren ihre Ansprüche auf das Reichsgut Vohburg bis zum Tod des letzten Diepoldingers (1257) niemals aufgaben. Jedoch wurde auch die Burg Vohburg umgebaut, erweitert und als Verwaltungsmittelpunkt aufgewertet. Neben und um den Burgberg legten die Herzöge den Markt Vohburg an, aus dem sich die spätere Stadt entwickelte.
1246 fand die Hochzeit Konrads IV. von Hohenstaufen mit Elisabeth von Wittelsbach auf der Vohburg statt.
1316 wurde die Burg durch die Truppen Ludwigs des Bayern zerstört und anschließend an die Burggrafen von Nürnberg verpfändet. Der Wiederaufbau begann erst 1414 unter Herzog Ernst.
Dass Herzog Albrecht III. 1432 hier heimlich die Augsburger Baderstochter Agnes Bernauer heiratete, ist urkundlich nicht belegt.
Die ungünstige Lage zwischen den nahen Städten Ingolstadt und Neustadt hemmte die Entwicklung Vohburgs deutlich. Markt und Burg erreichten deshalb keine herausgehobene Stellung unter den herzoglichen Machtzentren an der Donau. Ob die Siedlung bereits im Mittelalter zur Stadt erhoben wurde, ist umstritten.
Während des Dreißigjährigen Krieges kam es 1641 zur endgültigen Zerstörung durch die Schweden. Der Stich von Matthäus Merian in der „Topographia Bavariae“ (1648) zeigt Stadt und Burg allerdings noch völlig intakt.
1721 errichtete der Pflegkommissar Johann Kastl das Pflegerschloss als Anbau an die Burgmauer.
1809 verbrachte Kaiser Napoleon eine Nacht im Pflegerschloss.
1959 rekonstruierte man den mächtigen Bergfried im Nordwesten der Burganlage, der bis Ende 2009 als Wasserturm diente.
Zwischen 1971 und 1975 wurde die Burgmauer mit staatlichen Zuschüssen ausgebessert und innen zum Teil neu verkleidet.
Nachdem sich die bereits 1976 festgestellten Risse stetig vergrößert hatten, stürzte die Burgmauer 1978 in mehreren Teilbereichen ein. Der Vohburger Stadtrat beschloss daraufhin, das besonders gefährdete Stück zwischen dem Pflegerschloss und dem Treppenabgang zur Pfarrhofstraße abtragen zu lassen.
Umfassende Untersuchungen ergaben, dass die gesamte Mauer einsturzgefährdet sei und von Grund auf instand gesetzt werden müsse. Die Finanzierung der Maßnahme war erst gesichert, als Zuschusszusagen aus Mitteln der Städtebauförderung, des Landesamts für Denkmalpflege und des Landkreises Pfaffenhofen an der Ilm in Höhe von rund vier Millionen DM (ca. zwei Millionen Euro) vorlagen.
In den Jahren 1986 bis 1990 wurde die aus dem 13. Jahrhundert stammende Burgmaueranlage umfassend saniert, wobei der abgerissene Abschnitt in stilisierter Form neu errichtet wurde. Einschließlich der darauf folgenden Sanierung des Burgtores mit Umgriff betrugen die Gesamtkosten etwa sieben Millionen DM (ca. 3,5 Millionen Euro).
Im Zuge der Sanierungsarbeiten auf dem Burgberg wurde auch eine neue Aussegnungshalle mit Aufbahrungsräumen errichtet. Das Gebäude wurde auf dem Grundriss des alten Zehentstadels gebaut, der 1910 abgebrannt war. Ansprechende Anbauten beherbergen Aufbewahrungs-, Sanitär- und Nebenräume. In ihrem Inneren befindet sich eine großzügig gestaltete lichtdurchflutete Empore. Ein geschützter, mit modernem Brunnen ausgestatteter Innenhof rundet das Ensemble ab.
Die Burg Vohburg war einst eine der größten und bedeutendsten Wehranlagen Altbayerns. In vielen modernen Reiseführern werden Burg und Stadt allerdings völlig übersehen.

## Beschreibung
Von der hochmittelalterlichen Burganlage der Wittelsbacher zeugen heute nur noch die sanierte und teilweise rekonstruierte Ringmauer aus regelmäßigen Jurakalkstein- und Dolomitquadern, das eindrucksvolle Burgtor und ein Halbrundturm neben dem Tor.
Das unregelmäßige Oval der Burgmauer folgt dem Verlauf des Burgfelsens. Nach dem teilweisen Abriss der mittelalterlichen historischen Ringmauer Ende der 1970er Jahre stammt die heute sichtbare in stilisierter Form rekonstruierte bzw. sanierte Mauer aus den 1980er Jahren und ist an einigen Stellen begehbar. Von hier aus bietet sich ein prächtiger Ausblick über die Stadt und die Ortsteile sowie die natürliche Umgebung. Im Norden blickt man auf die südlichen Ausläufer der Fränkischen Alb, im Westen auf die Bayernoil-Raffinerie und das Kraftwerk Irsching sowie die Donauauen mit der Staustufe Vohburg, im Osten ebenfalls auf die Donauauen, und im Süden sind der Dürnbucher Forst und in größerer Entfernung der Anstieg zum Tertiärhügelland zu sehen.
Das Burgtor gilt als eines der bedeutendsten mittelalterlichen Torbauten Oberbayerns. Der verputzte Vorbau springt rechteckig aus der Mauerflucht. Neben dem spitzbogigen Haupteingang öffnet sich eine kleine Fußgängerpforte. Das Satteldach stammt allerdings vom Wiederaufbau nach einem Brand im Jahr 1891. Im Inneren des Burgtors befindet sich die älteste erhaltene Darstellung des bayerischen Wappens von 1477.
Das Pflegerschloss von 1721 wurde an die alte Ringmauer angefügt. Der gefällige, zweigeschossige Mansarddachbau diente später als Krankenhaus, Kinderkrippe und Altersheim und wird an der Ostseite von einer barocken Hausfigur der Maria Immaculata geschmückt. Heute ist darin das Museum Vohburg beheimatet. 
Die barocke Stadtpfarrkirche St. Petrus innerhalb des Mauerrings ist die Nachfolgerin einer romanischen Basilika, die den Vohburgern bereits im Hochmittelalter als Hauptkirche diente.
Das Burginnere wird seit langem als Friedhof genutzt und ist frei zugänglich.